# Лабанорас
Лабанорас (лит. Labanoras) — містечко у Швянченіському районі, Вільнюского повіту, розташований у Лабанорського озера та оточений найбільшим регіональним парком в Литві. Як центр парку Лабанорас, місто приваблює туристів. У 2003 році в приміщенні колишньої школи було відкрито готель і ресторан. Згідно з литовським переписом 2011 року в місті проживало 59 мешканців.

## Історія
Альтернативні назви поселення включають Лабанарі, Лабаноро, пол. Łabonary, та їд. Labanore.
Поселення відоме з 1373 року. У 1386 році великий князь Ягайло подарував Лабанори та інші населені пункти щойно створеній Вільнюській архідієцезії. У 1965 році біля міського кладовища було знайдено близько 470 монет. Скарб містив празький гріш, викарбуваний  Карлом IV (1316—1378) і  Вацлавом IV (1361—1419), а також ранні монети Великого князівства Литовського часу Вітовта (1350—1430) та Казимира IV (1427—1492). Вважається, що скарб був похований протягом 1470-х рр. Перша церква згадується в 1522 р., фільварок в 1539 р., садиба в 1568 р., парафіяльна школа в 1781 р. У місті було 196 мешканців у 1866 р., 443 в 1923 р., 264 в 1959 р. і 186 в 1979 р.
Під час Другої світової війни, влітку 1941 року, айнзатцгрупи та їхні литовські колаборанти вбивали місцеве єврейське населення.

## Лабанорська церква

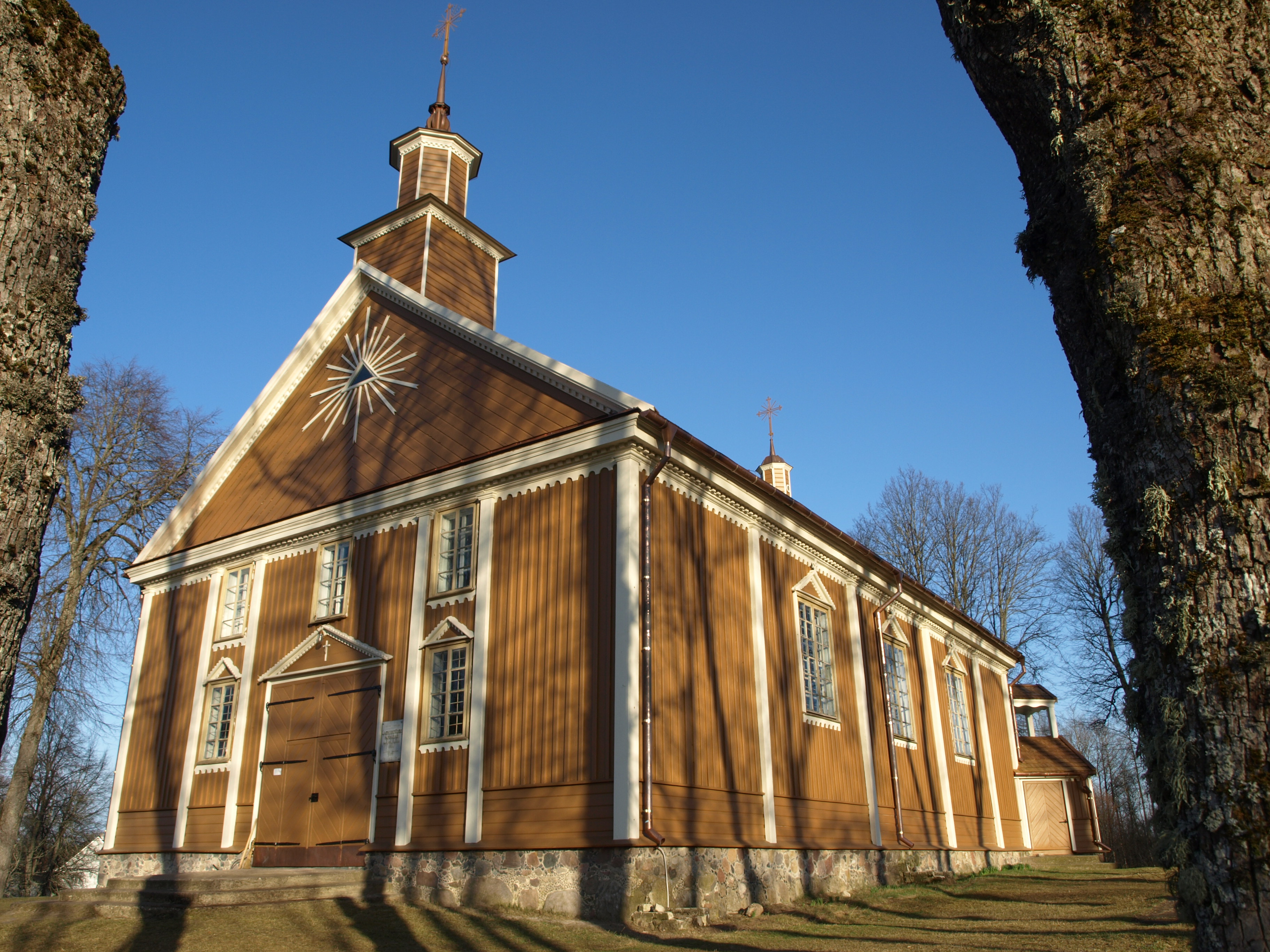
Церква у Лабанорасі

Чудотворна картина Божої Матері вперше згадується в 1655 р. під час канонічного візиту. Дерев'яна церква була побудована в 1820 році, але вона згоріла у грудні 2009 року. Станом на січень 2011 року жодного офіційного звіту не було. Неофіційно, виключена можливість випадкової пожежі через несправну електричну установку, що залишає підпал як головного підозрюваного. Вважається, що в церкві було пограбовано понад 30 цінних картин (15 з них були державними пам'ятками мистецтва), а потім вона спалена для приховування злочину. Під час прибирання, 1017 монет (німецькі пфеніги, російські копійки, литовські центи) знайшли під спаленим вівтарем. Реконструкція фінансується урядом і приватними пожертвами.